# Don't Shut Me Down
"Don't Shut Me Down" é uma canção gravada pelo grupo sueco ABBA. Foi lançada em 2 de setembro de 2021 como um single duplo principal ao lado de "I Still Have Faith in You" do nono álbum de estúdio da banda e seu primeiro em 40 anos, Voyage. Agnetha Fältskog executa os vocais principais.

## Vídeo lírico
O ABBA lançou um vídeo com letra no YouTube de "Don't Shut Me Down" para acompanhar o lançamento. É dirigido por Mike Anderson da produtora Able.
O vídeo com a letra ganhou 1,4 milhão de visualizações em 24 horas após seu lançamento, ficando entre os três primeiros do ranking de tendências do YouTube em 12 países, incluindo o Reino Unido.

## Recepção critica
Kate Mossman, do New Statesman, escreveu: "Sua abertura tem uma sensação de West End, como a tentativa de discurso de Evita para as massas, mas então ele dispara com uma bola de espelho como 'Dancing Queen', glissando na discoteca dos anos 1980, dando a impressão de que será simples. Mas então ela muda e se transforma em algo maravilhoso e estranho." Jon Pareles, do The New York Times, é igualmente positivo, chamando a canção de "uma marcha pomposa com orquestração reluzente e guitarras de disco, impassíveis e sinceramente melodiosas."

## Desempenho comercial
| País — Tabela musical (2021)         | Melhor posição |
| ------------------------------------ | -------------- |
| Japão Billboard Japan (Hot Overseas) | 16             |
| Reino Unido UK Download (OCC)        | 10             |
| Reino Unido UK Singles Chart (OCC)   | 11             |